# Wilwerwiltz
Wilwerwiltz é uma comuna do Luxemburgo, pertence ao distrito de Diekirch e ao cantão de Wiltz.

## Demografia
Dados do censo de 15 de fevereiro de 2001:
- população total: 610
  - homens: 313
  - mulheres: 297
- densidade: 30,90 hab./km²
- distribuição por nacionalidade:

| Nacionalidade  | População | %      |
| -------------- | --------- | ------ |
| luxemburgueses | 484       | 79,34% |
| estrangeiros   | 126       | 20,66% |
| - portugueses  | 42        | 6,89%  |
| - franceses    | 6         | 0,98%  |
| - italianos    | 3         | 0,49%  |
| - belgas       | 10        | 1,64%  |
| - alemães      | 7         | 1,15%  |
| - iuguslavos   |           | 0,00%  |
| - outros       | 58        | 9,51%  |

- Crescimento populacional:

| Ano        | População |
| ---------- | --------- |
| 15/02/2001 | 610       |
| 01/01/2002 | 602       |
| 01/01/2003 | 612       |
| 01/01/2004 | 624       |
| 01/01/2005 | 647       |